# 32. ročník udílení Zlatých glóbů
32. ročník udílení Zlatých glóbů se konal 25. ledna 1975 v hotelu Beverly Hilton v Beverly Hills, Los Angeles. Asociace zahraničních novinářů sdružených v Hollywoodu, která Zlatý glóbus uděluje, vyhlásila nominace 9. ledna 1975. Miss Golden Globe byla pro tento rok herečka Melanie Griffith. Držitelem Ceny Cecila B. DeMilla se stal producent Hal B. Wallis.
Nejvíce nominací získalo kriminální drama Čínská čtvrť a to sedm. Glóbů vyhrálo čtyři, za nejlepší film, režii, scénář a hlavní mužskou roli. Pokračování gangsterky Kmotr II získalo celkem šest nominací, avšak zůstalo bez úspěchu.
Režisér a producent Francis Ford Coppola získal celkem šest nominací za produkci, režii a scénář k filmům Rozhovor a Kmotr II. Ve Zlatý glóbus neproměnil ani jednu z nich. Jack Nicholson získal první Glóbus ve své kariéře. Celkem za svůj život zatím posbíral sedmnáct nominací, šest Glóbů a jednu Cenu Cecila B. DeMilla.
Seriál Rhoda získal dvě ceny. Ostatní televizní počiny si rozdělily po jednom Glóbu.
Alan Alda získal za postavu Hawkeyho Pierce v seriálu M*A*S*H Zlatý glóbus za nejlepší mužskou roli v komediálním seriálu. Za tuto postavu vyhrál Alda později ještě dalších pět cen.

## Vítězové a nominovaní

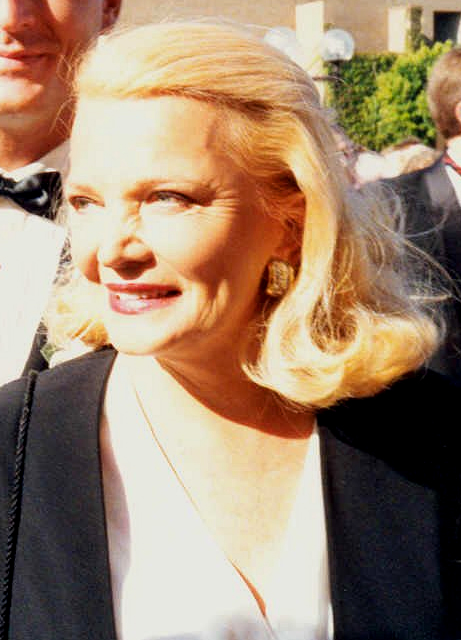
Nejlepší dramatická herečka Gena Rowlands

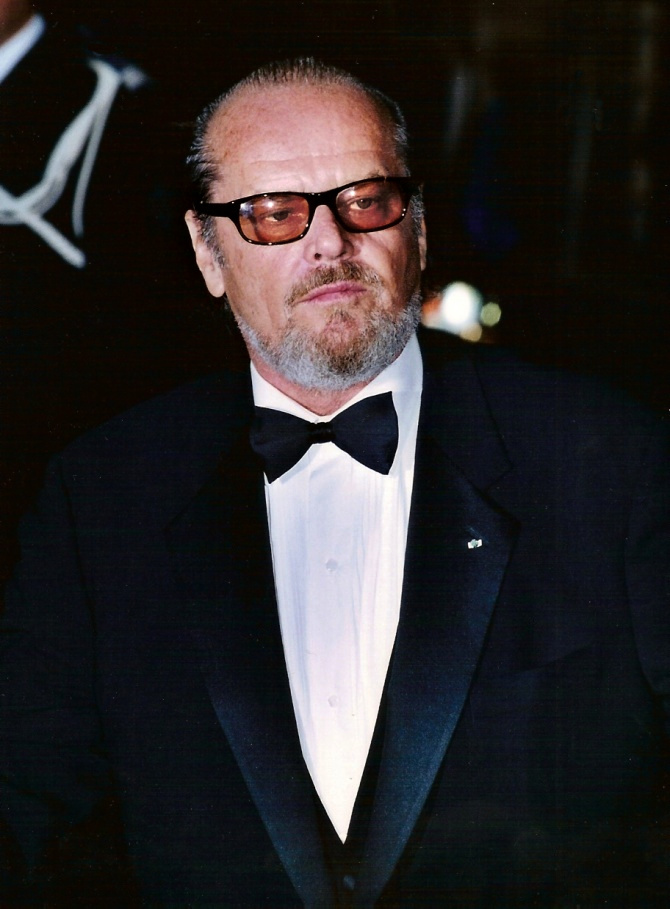
Nejlepší dramatický herec Jack Nicholson

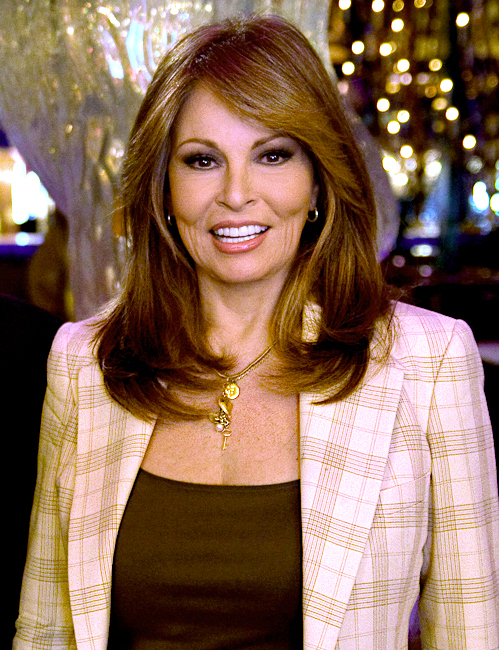
Nejlepší komediální herečka Raquel Welch

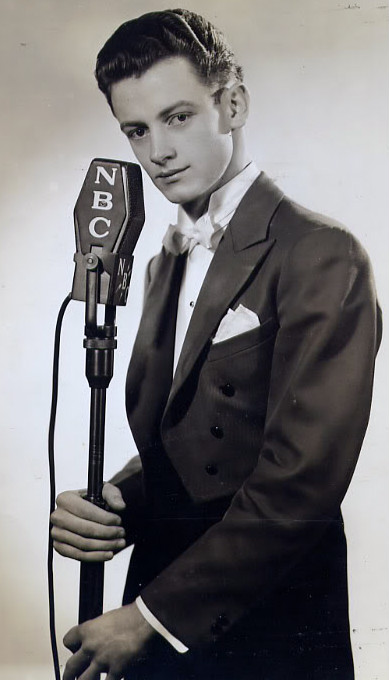
Nejlepší komediální herec Art Carney

### Filmové počiny

#### Nejlepší film (drama)
- Čínská čtvrť – producent Robert Evans
- Rozhovor – producent Francis Ford Coppola
- Zemětřesení – producent Mark Robson
- Kmotr II – producent Francis Ford Coppola
- Žena pod vlivem – producent Sam Shaw

#### Nejlepší film (komedie / muzikál)
- Nejtěžší yard – producent Albert S. Ruddy
- Na titulní straně – producenti Jennings Lang, Paul Monash
- Harry a Tonto – producent Paul Mazursky
- Malý princ – producent Stanley Donen
- Tři mušketýři – producenti Michael Alexander, Alexander Salkind, Ilya Salkind

#### Nejlepší režie
- Roman Polanski – Čínská čtvrť
- John Cassavetes – Žena pod vlivem
- Francis Ford Coppola – Rozhovor
- Francis Ford Coppola – Kmotr II
- Bob Fosse – Lenny

#### Nejlepší herečka (drama)
- Gena Rowlands – Žena pod vlivem
- Ellen Burstyn – Alice už tu nebydlí
- Faye Dunawayová – Čínská čtvrť
- Valerie Perrine – Lenny
- Liv Ullmann – Scény z manželského života

#### Nejlepší herečka (komedie / muzikál)
- Raquel Welch – Tři mušketýři
- Lucille Ball – Mame
- Diahann Carroll – Claudine
- Helen Hayes – Herbie a stará dáma
- Cloris Leachman – Mladý Frankenstein

#### Nejlepší herec (drama)
- Jack Nicholson – Čínská čtvrť
- James Caan – The Gambler
- Gene Hackman – Rozhovor
- Dustin Hoffman – Lenny
- Al Pacino – Kmotr II

#### Nejlepší herec (komedie / muzikál)
- Art Carney – Harry a Tonto
- James Earl Jones – Claudine
- Jack Lemmon – Na titulní straně
- Walter Matthau – Na titulní straně
- Burt Reynolds – Nejtěžší yard

#### Nejlepší herečka ve vedlejší roli
- Karen Black – Velký Gatsby
- Beatrice Arthur – Mame
- Jennifer Jones – Skleněné peklo
- Madeline Kahn – Mladý Frankenstein
- Diane Ladd – Alice už tu nebydlí

#### Nejlepší herec ve vedlejší roli
- Fred Astaire – Skleněné peklo
- Eddie Albert – Nejtěžší yard
- Bruce Dern – Velký Gatsby
- John Huston – Čínská čtvrť
- Sam Waterston – Velký Gatsby

#### Objev roku – herečka
- Susan Flannery – Skleněné peklo
- Julie Gholson – Kde kvetou lilie
- Valerie Harper – Freebie and the Bean
- Helen Reddy – Letiště 1975
- Ann Turkel – 99 and 44/100% Dead

#### Objev roku – herec
- Joseph Bottoms – Holubice
- Jim Hampton – Nejtěžší yard
- Lee Strasberg – Kmotr II
- Steven Warner – Malý princ
- Sam Waterston – Velký Gatsby

#### Nejlepší scénář
- Robert Towne – Čínská čtvrť
- Francis Ford Coppola – Rozhovor
- Francis Ford Coppola, Mario Puzo – Kmotr II
- Sterling Silliphant – Skleněné peklo
- John Cassavetes – Žena pod vlivem

#### Nejlepší hudba
- Alan Jay Lerner, Frederick Loewe – Malý princ
- Jerry Goldsmith – Čínská čtvrť
- John Williams – Zemětřesení
- Carmine Coppola, Nino Rota – Kmotr II
- Paul Williams – Fantom ráje

#### Nejlepší filmová píseň
- „Benji's Theme (I Feel Love)“ – Benji, hudba Euel Box, text Betty Box
- „I Never Met a Rose“ – Malý princ, hudba Frederick Loewe, text Alan Jay Lerner
- „On and On“ – Claudine, hudba a text Curtis Mayfield
- „Sail the Summer Winds“ – Holubice, hudba John Barry, text Don Black
- „We May Never Love Like This Again“ – Skleněné peklo, hudba a text Joel Hirschhorn, Al Kasha

#### Nejlepší zahraniční film
- Scény z manželského života – režie Ingmar Bergman, Švédsko
- Amarcord – režie Federico Fellini, Itálie
- The Apprenticeship Of Duddy Kravitz – režie Ted Kotcheff, Kanada
- Lacombe Lucien – režie Louis Malle, Francie
- Rabín Jákob – režie Gérard Oury, Francie

#### Nejlepší dokumentární film
- Animals Are Beautiful People – režie Jamie Uys
- Birds Do It, Bees Do It – režie Nicolas Noxon, Irwin Rosten
- The Challenge… A Tribute To Modern Art – režie Herbert Kline
- Hearts and Minds – produkce Peter Davis
- I Am a Dancer – produkce Pierre Jourdan
- Janis – produkce Howard Alk

### Televizní počiny

#### Nejlepší televizní seriál (drama)
- Upstairs/Downstairs
- Columbo
- Kojak
- Kriminální oddělení
- The Streets of San Francisco
- The Waltons

#### Nejlepší televizní seriál (komedie / muzikál)
- Rhoda
- All in the Family
- The Carol Burnett Show
- The Mary Tyler Moore Show
- Maude

#### Nejlepší herečka v seriálu (drama)
- Angie Dickinson – Police Woman
- Teresa Graves – Get Christie Love
- Michael Learned – The Waltons
- Jean Marsh – Upstairs/Downstairs
- Lee Meriwether – Barnaby Jones

#### Nejlepší herečka v seriálu (komedie / muzikál)
- Valerie Harper – Rhoda
- Carol Burnettová – The Carol Burnett Show
- Mary Tyler Moore – The Mary Tyler Moore Show
- Esther Rolle – Good Times
- Jean Stapleton – All in the Family

#### Nejlepší herec v seriálu (drama)
- Telly Savalas – Kojak
- Mike Connors – Mannix
- Michael Douglas – The Streets of San Francisco
- Peter Falk – Columbo
- Richard Thomas – The Waltons

#### Nejlepší herec v seriálu (komedie / muzikál)
- Alan Alda – M*A*S*H
- Ed Asner – The Mary Tyler Moore Show
- Redd Foxx – Sanford and Son
- Bob Newhart – The Bob Newhart Show
- Carroll O'Connor – All in the Family

#### Nejlepší herečka ve vedlejší roli (seriál)
- Betty Garrett – All in the Family
- Ellen Corby – The Waltons
- Julie Kavner – Rhoda
- Vicki Lawrence – The Carol Burnett Show
- Nancy Walker – McMillan and Wife

#### Nejlepší herec ve vedlejší roli (seriál)
- Harvey Korman – The Carol Burnett Show
- Will Geer – The Waltons
- Gavin MacLeod – The Mary Tyler Moore Show
- Whitman Mayo – Sanford and Son
- Jimmy Walker – Good Times

### Zvláštní ocenění

#### Henrietta Award (Oblíbenci světového filmu)
- herečka Barbra Streisand
- herec Robert Redford

#### Cena Cecila B. DeMilla
- Hal B. Wallis